# Scylaticus semizonatus
Scylaticus semizonatus är en tvåvingeart som beskrevs av Becker 1906. Scylaticus semizonatus ingår i släktet Scylaticus och familjen rovflugor. Inga underarter finns listade i Catalogue of Life.